# José Manuel Latre Rebled
José Manuel Latre Rebled (Casp, 3 d'agost de 1958) és un professor d'educació secundària i polític espanyol del Partit Popular (PP).

## Biografia
Nascut a la localitat aragonesa de Casp el 3 d'agost de 1958, es va llicenciar en Filosofia i Lletres a la Universitat de Saragossa. Va exercir com a professor de secundària a la seva localitat natal i posteriorment a Sigüenza.
Regidor de l'Ajuntament de Sigüenza des de 2007, en 2008 es va convertir en membre del comitè executiu regional del Partit Popular de Castella-la Manxa. L'11 de juny de 2011 va prendre possessió com a alcalde del municipi després de la seva investidura (7 vots contra 3), substituint al socialista Francisco Domingo.
El 8 de setembre de 2011 va jurar el seu càrrec com a diputat a la vuitena legislatura de les Corts de Castella-la Manxa en substitució de la diputada sortint Ana Guarinos, que va renunciar a la seva acta per convertir-se en presidenta de la Diputació Provincial de Guadalajara.
Professor en excedència del col·legi Sagrada Família de Sigüenza, al juny de 2015 es va convertir, gràcies a l'abstenció de la diputada provincial triada per Ciutadans, en president de la Diputació Provincial de Guadalajara, càrrec que va haver de compatibilitzar amb la seva responsabilitat al capdavant de l'alcaldia de Sigüenza, que també va renovar després de les eleccions municipals de 2015; va reemplaçar de nou al seu correligionària Ana Guarinos.